# Molophilus nini
Molophilus nini là một loài ruồi trong họ Limoniidae. Chúng phân bố ở miền Australasia.